# Hexoplon nigropiceum
Hexoplon nigropiceum là một loài bọ cánh cứng trong họ Cerambycidae.